# WTA Hasselt
Das WTA Hasselt (offiziell: Gaz de France Stars) war ein Damen-Tennisturnier der WTA Tour, das in der belgischen Stadt Hasselt ausgetragen wurde. 

## Siegerliste

### Einzel
| Jahr                    | Siegerin          | Finalgegnerin       | Ergebnis      |
| ----------------------- | ----------------- | ------------------- | ------------- |
| ↓ Kategorie: Tier III ↓ |                   |                     |               |
| 2004                    | Jelena Dementjewa | Jelena Bowina       | 0:6, 6:0, 6:4 |
| 2005                    | Kim Clijsters     | Francesca Schiavone | 6:2, 6:3      |
| 2006                    | Kim Clijsters     | Kaia Kanepi         | 6:3, 3:6, 6:4 |

### Doppel
| Jahr                    | Siegerinnen                      | Finalgegnerinnen                | Ergebnis |
| ----------------------- | -------------------------------- | ------------------------------- | -------- |
| ↓ Kategorie: Tier III ↓ |                                  |                                 |          |
| 2004                    | Jennifer Russell Mara Santangelo | Nuria Llagostera Marta Marrero  | 6:3, 7:5 |
| 2005                    | Émilie Loit Katarina Srebotnik   | Michaëlla Krajicek Ágnes Szávay | 6:3, 6:4 |
| 2006                    | Lisa Raymond Samantha Stosur     | Eleni Daniilidou Jasmin Wöhr    | 6:2, 6:3 |